# وسطی‌کلا (آمل)
وسطی‌کلا، (تلفظ: vosta kola)(به محلی: vesta Kela) روستایی است از توابع شهرستان آمل در استان مازندران ایران.
روستای وسطی کلا در ۲۰ کیلومتری شهر بابل واقع شده و در نقطه صفر مرزی یعنی مرز بین شهرستان آمل و قرار دارد. این روستا بزرگ‌ترین روستای آمل (مازندران و حومه است.

## همسایه‌ها و تقسیمات
وسطی کلا از شمال به چنگ میان، از غرب به آهنگر کلا، از شمال شرقی به بازیار، جنوب شرقی به پلنگ دره و از جنوب به جنگل منتهی می‌شود.

## جمعیت
این روستا در دهستان دشت‌سر شرقی قرار دارد و براساس سرشماری دارای ۱۴۰۰ خانوار و بیش از ۵۸۰۰ نفر جمعیت است

## کشاورزی
بیشتر مردم این روستا به کشاورزی مشغول هستند. 

## لهجه و گویش
زبان اصلی و حاکم این روستا زبان مازندرانی است. 

## مراکز درمانی
روستای بزرگ وسطی کلا دارای درمانگاه، بهداری و داروخانه است.

## مدارس و مراکز آموزشی
دانش آموزان این روستا می‌توانند از اول ابتدایی تا پایان مقطع دبیرستان را در روستای خود بگذرانند.